# Regione di Hannover
La regione di Hannover (ted. Region Hannover) è un ente sovracomunale della Bassa Sassonia, in Germania, che esercita funzioni equiparabili a quelle di un circondario.
La regione comprende 17 città e 4 comuni. Capoluogo e centro maggiore è Hannover.

## Storia
La regione fu creata nel 2001 dall'unione della città extracircondariale di Hannover con il circondario omonimo.
Scopo dell'unione, la prima di questo genere in Germania, fu la necessità di garantire un maggiore coordinamento fra il governo della città e quello della sua area metropolitana.
I buoni risultati raggiunti hanno spinto altre due aree metropolitane a seguire un processo simile: la confederazione regionale di Saarbrücken, creata nel 2008, e la regione urbana di Aquisgrana, creata nel 2009.

## Geografia fisica
La regione di Hannover si trova nella parte centro-meridionale della Bassa Sassonia. Confina, partendo da nord e proseguendo in senso orario, con i circondari della Landa, di Celle, di Gifhorn, di Peine, di Hildesheim, di Hameln-Pyrmont, della Schaumburg e di Nienburg (Weser).

## Geografia antropica
La regione di Hannover comprende 17 città e 4 comuni.
Tra parentesi i dati della popolazione al 31 dicembre 2021.

### Città
- Barsinghausen (comune indipendente) (34 327)
- Burgdorf (comune indipendente) (31 083)
- Burgwedel (20 123)
- Garbsen (comune indipendente) (60 711)
- Gehrden (15 177)
- Hannover [2] (535 932)
- Hemmingen (18 845)
- Laatzen (comune indipendente) (41 965)
- Langenhagen (comune indipendente) (54 712)
- Lehrte (comune indipendente) (44 369)
- Neustadt am Rübenberge (comune indipendente) (44 796)
- Pattensen (14 525)
- Ronnenberg (comune indipendente) (24 239)
- Seelze (comune indipendente) (34 271)
- Sehnde (comune indipendente) (23 769)
- Springe (comune indipendente) (28 948)
- Wunstorf (comune indipendente) (41 481)

### Comuni
- Isernhagen (comune indipendente) (24 280)
- Uetze (20 333)
- Wedemark (29 612)
- Wennigsen am Deister (14 043)

## Amministrazione

### Gemellaggi
- Bassa Galilea
- Poznań